# Щекотилін Геннадій Анатолійович
Генна́дій Анато́лійович Щекоти́лін (нар. 28 липня 1974, м. Одеса, УРСР) — колишній український футболіст, півзахисник. Після завершення активних виступів перейшов на тренерську діяльність. Нині начальник команди ФК «Одеса».

## Біографія
Займатися футболом Геннадій Щекотілін почав в одеській ДЮСШ-6 у тренера Тамаза Елісашвілі, потім продовжив навчання у провідній футбольній школі міста — СДЮСШОР «Чорноморець». У 17 років футболіста було зараховано до дублю одеського «Чорноморця», у складі якого Щекотилін встиг зіграти у останньому чемпіонаті СРСР серед дублюючих складів. Після розпаду СРСР та утворення чемпіонату незалежної України Геннадій тривалий час грав за «Чорноморець-2», вийшовши у складі першої команди лише раз у матчі Кубку України.
Розуміючи, що шансів потрапити до основи вкрай мало, Щекотилін пристав на пропозицію кременчуцького «Нафтохіміка», який виступав тоді першій лізі. Саме під час перебування у цьому клубі Геннадія було викликано до університетської збірної України, що змагалася у Японії на Універсіаді-1995. , Через фінансову скруту кременчуцький клуб було розформовано і гравці отримали статус вільних агентів.
Повернувшись до Одеси, Геннадій Щекотілін продовжив виступи на аматорському рівні за новостворену команду «Лотто-GCM», яку очолював Ігор Наконечний. Впевненою грою у складі любительського клубу півзахисник привернув до себе увагу тренерського штабу «Чорноморця» і у зимове міжсезоння опинився у таборі «моряків».
Попри те, що одесити переживали не найкращі часи і зайняли найнижчу позицію у турнірній таблиці за всю історія чемпіонатів України, Щекотилін впевнено завоював місце у стартовому складі. Наступний сезон був для клуба ще невдалішим, проте сам Геннадій зміг показати чи не усі свої найкращі якості, відігравши дуже зріло та впевнено. За підсумками сезону «Чорноморець» залишив вищу лігу, а Геннадія Щекотиліна запросив на оглядини до «Ротора» Віктор Прокопенко.
Кар'єрі у Волгограді не склалася одразу. По-перше «Ротор» не зміг викупити у одеського клубу трансфер гравця, а по-друге на тренуванні у складі нової команди Щекотилін отримав важку травму, яка вивела його з гри на доволі довгий час.
Реабілітацію Геннадій проходив у київському «Динамо». Валерій Лобановський вважав, що Щекотилін ще не сказав свого останнього слова у футболі і після відновлення зможе скласти конкуренцію гравцям основної обійми. Однак піднятися після травми до рівня і вимог першої команди Геннадій так і не зумів. За півтора сезона він провів 25 матчів за першоліговий «Динамо-2», ще ряд поєдинків було зіграно у складі третьої динамівської команди.
А далі пішла низка аренд — спочатку Щекотилін опинився у київському ЦСКА, однак знову ж таки через травму провів лише декілька поєдинків у складі резервістів армійців, потім футболіст грав у «Кривбасі», а ще трохи згодом потрапив до ужгородського «Закарпаття». Саме у Ужгороді Геннадій знову зміг показати змістовний та цікавий футбол. Чим привернув до себе увагу керманичів рідної команди — одеського «Чорноморця».
Третій прихід Щекотиліна у табір «моряків» виявився невдалим. Семен Альтман, що прийшов рятувати команду від вильоту під час сезону, робив ставку на «своїх» гравців, до числа яких Геннадій не потрапляв. І врешті-решт його було відправлено до МФК «Миколаїв», що був на той час фарм-клубом одеситів.
Наступний сезон футболіст розпочав у складі вже знайомого йому «Закарпаття», однак травма завадила йому провести більше ніж п'ять матчів і він залишив табір ужгородців. Після нетривалого перебування у ПФК «Олександрія» Щекотилін знову переїздить до Миколаєва, проте команда так і не змогла втриматися у першій лізі. Щоправда, наступного сезону Геннадій разом з партнерами повертають МФК «Миколаїв» статус першолігового колектива, причому Щекотиліну вдається доволі непоганий футбольний рік, під час якого його вперше за останні роки оминали травми.
По закінченню сезону півзахисник залишив Україну та переїхав до Литви, де захищав кольори клубу «Шяуляй», з яким займає 8-е місце. До речі, за цю ж команду тоді грали досить відомі брати Ілля та Сергій Галюза.
Надалі Геннадій, погравши на початку 2007 року вдома в Одесі в аматорському «Івані», отримав запрошення від Олександра Голоколосова поповнити склад казахстанського клубу «Схід». На жаль, провівши за свій новий клуб всього одну гру, Щекотилін отримав чергову травму і лікувався фактично до кінця першості. Чемпіонат 2008 року в «Сході» через пошкодження також вийшов зім'ятим. Нервовості додавав ще й конфлікт гравця з тренером, а також небажання керівництва клубу виплачувати належні за контрактом кошти. У підсумку Геннадій Щекотілін вирішив завершити активну ігрову кар'єру та зосередитись на тренерській роботі.
В результаті угоди, підписаної в лютому 2009 року, першим клубом на тренерському терені наставника-початківця став овідіопольський «Дністер», де Щекотилін поєднував функції тренера та начальника команди. Після реформування «Дністра» у ФК «Одеса» в 2011 році Геннадій Щекотилін залишився на свої посаді й надалі.

## Досягнення
- Дворазовий чемпіон першої ліги чемпіонату України (1998/99, 1999/2000)
- Чемпіон другої ліги чемпіонату України (2005/06)